# 美度公園球場
51°39′43″N 0°16′20″W / 51.66194°N 0.27222°W
美度公園球場（Meadow Park），是英格蘭足球全國聯賽 (第一級)球會的主場，位於英格蘭赫特福德郡的博勒姆伍德。美度公園球場同時是、阿仙奴預備隊和屈福特預備隊的主場。

## 歷史
1963年，搬遷主場至美度公園球場。其後，球會興建了球場的主看台，但於1999年被拆卸，並新建一個懸臂式的看台。
2013年7月30日，阿仙奴與達成合作協議，阿仙奴預備隊將於英格蘭足球青年超級聯賽、英格蘭足總青年盃和歐洲青年聯賽冠軍盃的賽事中，以美度公園球場作為主場。
2014年，美度公園球場的西看台興建完成。

## 紀錄
美度公園球場的最高入場人數是2001年7月13日舉行的友誼賽，由對陣英格蘭超級足球聯賽球隊阿仙奴，合共有4,030名球迷入場觀賞。

## 外部連結
- （英文） 阿森纳女子足球俱乐部官方网站 （页面存档备份，存于）